# Grupo A (editora)
Fundada em 1973 em Porto Alegre com o nome de Artmed Editora por Henrique Kiperman, a editora Grupo A é uma editora especializada em livros acadêmicos e profissionais, em português, nas áreas de medicina, ciências biológicas e ciências humanas, através do selo Artmed, e nas áreas de ciências exatas e ciências sociais aplicadas, através do selo Bookman.
Sediada em Porto Alegre, a editora distribui livros em todo o território do Brasil e de Portugal. Possui cerca de 2.400 títulos em catálogo. É administrada pelo CEO Celso Kiperman, tendo como diretora editorial Adriane Kiperman.

## Selos

### Artes Médicas
O selo Artes Médicas tem publicações voltadas para as áreas:
- Medicina
- Odontologia

### Artmed
O selo Artmed tem publicações voltadas para as áreas:
- Biociências
- Ciências Humanas
- Saúde Mental
- Filosofia
- Xadrez

### BMJ Brasil
A revista BMJ Brasil é uma parceria do Grupo A com o Grupo BMJ, responsável pela edição do British Medical Journal (BMJ) na Grã-Bretanha.

### Bookman
O selo Bookman mantém os catálogos:
- Catálogo Bookman
- Catálogo Wharton
- Catálogo Microsoft
- Catálogo Adobe
- Catálogo Série UFRGS

### Pátio
Inclui as revistas:
- Pátio - Revista Pedagógica
- Pátio Educação Infantil
- Pátio Ensino Médio

### Penso Editora
O selo Penso mantém os catálogos:
- Ciências Humanas